# 炎鵬友哉
炎鵬 友哉（えんほう ゆうや、1994年10月18日 - ）は、石川県金沢市出身で、伊勢ヶ濱部屋（入門時は宮城野部屋）所属の現役大相撲力士。令和6年1月場所までの四股名は炎鵬 晃（えんほう あきら）。本名は中村 友哉（なかむら ゆうや）。身長167.0cm、体重101.0kg、血液型はAB型。最高位は東前頭4枚目（2020年3月場所）。目標とする力士は兄弟子の石浦。好きな色は緑色。

## 来歴

### 角界入り前
北國新聞社に勤務する父親を持つ。相撲を始めたのは5歳の時で、兄の影響によるものだった。最初は「カッコ悪いと思っていた」「なんで人前でケツを出さないといけないんだ」と相撲を取ることに抵抗があったがある日、体の大きい友達と相撲を取って小さな体で勝ったことから自信を付けて相撲にのめり込んだ。小学生時代に舞の海の相撲を見て「大きい相手にこんな勝ち方ができるんだって、自分もいつかこういう相撲を取りたいな」と思った。小学生の時は6年生辺りで精々30kg台と身体が小さく、相撲道場に視察に訪れた貴闘力もまさか幕内力士になるようには見えなかったと当時の印象を振り返っている。
金沢市立大徳小学校2年から6年まで水球のキーパーも行っていた。金沢市立西南部中学校時代は達綾哉（後の幕内・輝）と同期で、3年次には全国都道府県中学生相撲選手権大会で同じ石川県代表として団体優勝をした。中学時代は厳しい稽古、洗濯、雑用をこなし、食事もちゃんこ3杯、米3杯を毎日食べさせられて体を作った。中学卒業後は金沢学院附属高校に進み、3年次に世界ジュニア相撲選手権大会の軽量級で優勝した。同じく3年次に高等学校相撲金沢大会で個人3位に輝くも、当時は軽量過ぎたが故に角界からの勧誘が来ることはなかった。
金沢学院大学人間健康学部に進学すると、1年次に西日本学生相撲新人選手権大会で優勝したことに始まり、2年次と3年次には世界相撲選手権大会の軽量級を2連覇するなど全部で10個のタイトルを獲得した。

### 角界入り
就職活動中、応募先からも面接で角界入りを勧められており、そのようなこともあってか大学卒業後は横綱・白鵬の内弟子として宮城野部屋へ入門した。入門の決め手となったのは白鵬からの「相撲は今しかできないぞ、人生かけてみろ」という言葉であった。四股名の炎鵬は、「炎のような相撲を取れ」と白鵬が命名した。角界入りした理由としては、他にやりたいことが見つからなかったという面もあった。また「俺も石浦さんみたく強くなりたい」と石浦に憧れていたのも入門の理由であった。
初土俵となった2017年3月場所は、前相撲を取って一番出世とした。初土俵の同期に若隆景らがいる。5日目に新序出世披露を受ける時には、この日から白鵬が付ける予定だった化粧廻しを借り受けて使用した（白鵬は、この日から途中休場した。）。
初めて番付に載った5月場所は、7戦全勝で序ノ口優勝とした。7月場所は序二段に上がり、また7戦全勝とし、優勝決定戦では幕内経験者の舛乃山を下手投げで下した。この場所から四股名の下の名前を本名の友哉から「晃」に変更した。当初は初土俵から名乗る予定であったが、手続きがうまく出来ていなかったため、この場所から改名した扱いになったものである。この名前は、道場の5年先輩で大相撲入門の9年前にオートバイ事故で死亡した道場時代に慕っていた人の名前を貰ったものである。三段目に上がった9月場所も7戦全勝で満津田との優勝決定戦を制して三段目優勝とした。
11月場所は西幕下14枚目に上がり、全勝なら関取昇進の可能性もある番付となったが1番目の相撲で三役経験者の常幸龍に敗れ、連勝も「21」でストップした。常幸龍は序ノ口デビューからの連勝記録「27」を持つ力士であり、記録保持者に更新を阻止される形となった。2番目以降は立て直して、この場所は5勝2敗で勝ち越した。
翌2018年1月場所は東幕下6枚目の番付で4勝3敗。通常なら関取に昇進できる成績ではないが、十両からの陥落力士が多いという事情もあり、場所後の番付編成会議で炎鵬の3月場所での新十両昇進が決定した。幕下付出入門者を除けば、所要6場所での十両昇進は史上最速タイのスピード出世となった。「上がりました」と十両昇進の知らせを聞いたとき、炎鵬は丁度風呂から上がる時であったので「風呂のことかと思った」という冗談が残っている。

### 関取での活躍
新十両の場所は西十両14枚目の番付となり、十両の一番下の地位で3月場所に臨んだが十両の壁に跳ね返され、4勝11敗と大きく負け越した。幕下に落ちた5月場所からは2場所連続で5勝2敗と勝ち越し、7月場所後の番付編成会議で、9月場所での再十両昇進が決定した。西十両13枚目で迎えた9月場所は9勝6敗の成績で関取として初の勝ち越しを決めた。2019年3月場所は自己最高体重の100kgで場所を迎えるなど好調が伝えられた。その場所の9日目の德勝龍戦は尻が土に10cmまで近付くピンチから蛙飛びのように体勢を整え、相手の左足を両腕で取って足取りで白星。この場所は8勝7敗と勝ち越し、5月場所は新入幕を果たした。金沢市からの新入幕は出島武春以来22年ぶり。
5月場所4日目の大翔鵬戦では180kgの巨体を下手投げで転がして白星を奪い、9日目終了時点で7勝2敗で勝ち越しに王手をかけたが、その後6連敗を喫し7勝8敗で負け越した。翌7月場所も10日目までに7勝目を挙げたが、給金相撲に3連敗。しかし、14日目に白星を挙げ、初土俵から自身10回目の給金相撲にして、幕内でようやく勝ち越した。体重100kg未満の力士が幕内で勝ち越したのは1997年9月場所の舞の海以来22年ぶり。千秋楽も勝って最終成績は9勝6敗とし、技能賞を獲得した。
9月場所は11日目に勝ち越し王手となったが12日目から2連敗。しかし14日目に白星を挙げて勝ち越し、千秋楽も勝って9勝6敗とした。NHK大相撲解説者の北の富士は「9番勝って前半戦を1人で盛り上げた。そういうのは星数じゃなくて、十分に敢闘賞に値する。普通のお相撲さんの11勝、12勝にも匹敵すると思う」と三賞を逃しながらも小さい体で場所を戦い抜いた炎鵬を称えた。
凱旋巡業となる10月6日の秋巡業金沢場所では4200人の観客に見守られた中で相撲を取った。12月1日の冬巡業直方場所では、自身1年ぶりとなる巡業での実践稽古を行った。かつて巡業中の稽古で足を負傷して救急搬送されたトラウマや本場所での怪我などから中々巡業で実践稽古を行えない日々が続いていたという。松鳳山らと相撲を4番取ったが、久しぶりに巡業で相撲を取ったので兄弟子の白鵬からは「大丈夫? どうした?」と驚かれたという。3日の下関場所ではこの時点で幕内で0勝4敗と相性の悪い松鳳山と対戦し、右からいなしての突き落としで本場所以外を含めた初めての白星を獲得。仕上げのぶつかりげいこでは199kgの巨漢である碧山の胸を借りたが、その様子を報道機関は「まるで"ちびっこ相撲"のような光景」と表現していた。
1月場所は西前頭5枚目の地位で8勝7敗の勝ち越し。三賞選考委員会は千秋楽の輝戦で勝てばと言う条件付きで技能賞の授賞を検討していたが、敗れて受賞を逃した。
2月9日の第44回日本大相撲トーナメントでは3回戦で部屋の兄弟子の白鵬と対戦し、下手投げで白星。トーナメント自体は続く4回戦で敗退。
続く3月場所では新型コロナウイルスの感染拡大による無観客という状況もあってか、6勝9敗と負け越してしまった。8敗目を喫して負け越しとなった12日目には「これが今の自分の実力。まだ終わったわけじゃない。残り3日間で自分の相撲を取りたいです」とコメントを残した。新型コロナウイルス感染拡大を受けて5月場所が中止になった際は「楽しみにしてくださっていた方もいますし、僕らもやると思って稽古をしてきました。それでも仕方がない。7月に向けてしっかり準備をしていくつもりです」とコメントした。
11月場所は西前頭11枚目の地位で3勝12敗の大敗を喫し、9場所守り抜いた幕内の座を手放すこととなった。2021年1月場所は場所前に同部屋の力士に新型コロナウイルス感染が確認されたことに伴い、濃厚接触者に該当する可能性があるとして全休した。翌3月場所の番付は事情が考慮されて、全休ながら1枚降下に留まった。
3月場所は初日から6連勝し、関取として自己最多となる初日からの連勝記録を作った。7日目の東龍戦では上手出し投げで敗れ、炎鵬の初日からの連勝も6でストップした。
7月場所は、2日目の貴源治戦で同体取り直しとなりながら取り直しの相撲を取れずに不戦敗となった。取り直しになる前の取組では貴源治の張り手を複数回顔面に受けており、取り直しの土俵に上がろうとした時にふらついた様子を見せていたため審判部長の9代高田川が「脳震盪を起こしている」と判断して貴源治の不戦勝とする決定をしたものである。炎鵬は「負ける以上に悔しかった。（中略）ルールなので仕方ないです」と述べ、病院で検査を受けて異常が見られなかったため3日目以降も出場したが最終的に4勝11敗と大きく負け越す結果に終わった。
2022年3月場所は幕下への陥落も見え始める西十両11枚目の地位を与えられたが、この場所は好調で11日目に勝ち越しを決める。勝ち越しを決めただけでなく、この時点で十両の優勝争いトップを1差で追う展開となった。この場所は10勝5敗で終えて十両優勝こそ逃したが、自身初の2桁白星。その後3場所連続で負け越し、東十両11枚目で迎えた11月場所で2度目の2桁勝利となる10勝5敗。
2023年、1月場所11日目の千代栄との取組で右目の眼窩底骨折を負い、1月27日に手術を受けた。翌28日には両国国技館にて元兄弟子で現師匠宮城野（元横綱白鵬）の断髪式が挙行されたが、十両土俵入りに参加したものの取組は不参加となった。

### 長期休場
5月場所では初日から9連敗し、「頚部椎間板ヘルニアにより、約3カ月の加療を要す」との診断書を提出し10日目から休場した。この為、炎鵬の場所後の幕下への陥落が濃厚となった。7月場所、28場所連続で守り抜いた関取の座から正式に陥落し西幕下筆頭に番付を下げたが同場所も全休した。西幕下41枚目に番付を落とした9月場所前の8月29日、5月場所の休場前以来となるまわしを締めての稽古をようやく再開、「どこまで落ちても土俵に必ず戻りたい。その一心でやっている」「首のけがの後遺症で筋力が落ちている。体調が100％になるまでは出場しない」と述べ、翌年1月場所での復帰を目標に掲げた。
2023年11月30日、炎鵬は北國新聞社を訪れ、炎鵬関石川県後援会長でもある飛田秀一会長と懇談した。そこで「引退は1ミリも考えていない。3月の春場所での復帰が見えてきた」と言い切った。2024年3月場所は序二段での再出発となるも、「入門した頃に戻るだけ」と悲壮感はなかった。
12月の冬巡業中の記事によると、炎鵬の休場理由は当初の頸部椎間板ヘルニアに加え脊髄損傷であった。医師からは「すぐ手術するしかないですね。日常生活に戻るため相撲はあきらめてください」と宣告を受け、師匠・宮城野親方からも「今までよくやった」と声をかけられた。2週間の入院中は寝たきりだった。だが、「無理と言われるとやりたくなる性格」と複数の病院を訪ね、経過観察に臨んだところ回復の兆候が現れたため手術は回避された。その後、出会ったのが首の負傷で一時引退危機にあったラグビー日本代表の堀江翔太をラグビーワールドカップ4大会連続出場に導いた佐藤義人トレーナーだった。リハビリは1本の紐を結ぶところから始め、首、背中の筋肉を鍛えることで徐々に痛みは消えていった。
2024年1月場所は場所直前の時点で能登半島地震に被災した故郷を想い、炎鵬も出場に意欲を見せたことで出場の可能性もあったが、結局1月場所も休場を選択し、翌3月場所での復帰を目指すこととした。
2024年3月場所では番付が東序二段54枚目まで下がってしまったが、この場所からの復帰を目指し、心機一転するべく四股名を「炎鵬友哉」と初土俵時に名乗っていた名前に戻したことを明らかにした。しかし、故障箇所の回復が捗らず、主治医と相談した結果を踏まえて3月場所も休場することになった。元同僚力士の不祥事発覚により本来の師匠である宮城野親方に代わり3月場所で師匠代行を務めている玉垣親方（元小結・智乃花）は、「力士生命はもちろん、自身の人生にも影響するけがの箇所。とにかく治すことを優先してもらいたい」と話した。
2024年3月28日、日本相撲協会の理事会で宮城野部屋は同年4月以降無期限で伊勢ヶ濱一門預かりとなり、宮城野部屋に所属する全員が同一門の伊勢ヶ濱部屋に転籍することを決定した。
2024年5月場所の番付は、番付運次第では序ノ口陥落の可能性もあったが、当場所の序二段の下から2番目に当たる東序二段100枚目に踏みとどまった。転籍後も伊勢ヶ濱部屋で申し合い稽古に参加していたが、番付発表後は大事を取って軽めの調整が続いており、5月場所も初日からの休場が決まり、結局全休した。場所後の2024年5月28日、北國新聞社を訪れた際には、首のけがは順調に回復しており、「今は元気そのもので復帰へ着実に歩んでおり、早く土俵で元気な姿を見せたい」と語っており、本場所復帰へ意欲を示すと共に、5月場所で優勝した大の里との対戦にも意欲を示した。場所後の6月1日、国技館で行われた「石浦引退間垣襲名披露大相撲」では兄弟子である23代間垣（石浦）の依頼で弓取を行った。7月場所は西序ノ口13枚目まで陥落した。2024年7月場所前の週刊誌報道によると、元三段目・響龍の事故死を経た協会の審判規則変更の影響で、本場所に出たくても協会からストップが掛かっているという。休場中に部屋の横綱となった照ノ富士から「このままじゃ無理だよ。その番付なりの相撲しか取れない」と覚悟の足りなさを指摘されて突き放され、これが却って自分を奮い立たせる原動力となった。

### 休場からの復活
2024年7月場所前、1年2ヶ月ぶりの出場を表明した。「いつかは決めないと土俵には上がれない。覚悟はできている。何を言われても自分の人生なので」と、けがの再発のリスクと隣り合わせとなる、復帰場所への決意を語った。番付外となることを避けて、1番だけ取ることを選ぶ力士も多い中、「7番取ります。7番取らないと、やりきったとはいえない」と、早々に皆勤を宣言した。7月場所、2日目の1番相撲は420日ぶりの本場所出場となったが、清水海に敗れた。それでも炎鵬は辛い日々を思い返して涙ぐみながら「言葉にならない。感謝しかない」とのコメントを残した。翌日3日目の2番相撲は隈乃花を寄り切り、478日ぶりの白星を挙げ、「勝つというのはうれしいことですね」と喜びを噛みしめ、「誰も想像がつかない未来を作りたい」と力を込めた。最終的には炎鵬自身は6勝1敗となり、1番相撲に清水海に敗れた以外は全て勝つ形となり、唯一敗れた相手である清水海は7戦全勝で優勝する形となった。9月場所中は地元・石川のことを聞かれると笑顔で「大の里一色じゃないですか。それでも誰かの耳に入って、まだやっているんだと応援してもらえたらうれしいですね」と語っていた。序二段で臨んだ9月場所は1番相撲から5連勝で来ていたが、11日目の6番相撲で今村に寄り倒され、7戦全勝・優勝はならなかった。7番相撲は勝って最終結果は6勝1敗の成績だった。三段目で臨んだ11月場所は初日から6連勝としたが、13日目の7番相撲で藤闘志に押し出され、またしても7戦全勝・優勝を逃した。復帰後3場所連続の6勝1敗で、「すべてにおいて自分が劣っていたので負けた」「この負けにも意味がある」とコメントしていた。
2025年1月場所は、幕下復帰はならなかったものの、東三段目4枚目となり、2日目の1番相撲で豊雅将に押し倒され黒星発進となったが、残りは全て勝ち、4場所連続の6勝1敗で取り終えた。13日目の7番相撲では体重が自身より更に軽い70kg台の山藤との対戦が「軽量対決」として話題となり、肩透かしで勝利した。3月場所は9場所ぶりの幕下復帰となる西幕下30枚目に番付を上げたが、9日目の5番相撲で欧勝竜に叩き込まれてまたしても7戦全勝はならず、5場所連続の6勝1敗で取り終える形となった。場所を終えて「ケガをしなかったことが1番の自信になった」とのコメントで振り返った。5月場所は7戦全勝なら翌7月場所での十両復帰が望める地位の西幕下10枚目で迎えたが、6日目の3番相撲で物言いの末西ノ龍の突き落としに屈し、7月場所での十両復帰は絶望的となった。結局その3番相撲から4連敗し、復帰後初の負け越し、また幕下以下で出場した場所としては初の負け越しとなる。13日目の7番相撲で欧勝竜に勝利し3勝4敗で終えた。5月場所後、6月の年寄宮城野を名乗っていた元白鵬の日本相撲協会からの退職について、「突然聞いたので、整理がつかない。何と言えばいいかわからない。今は何も考えられない。頑張るしかない」とのコメントを残した。7月場所では慣例で全勝優勝しても1場所での十両復帰が望めない東幕下16枚目に番付を下げて迎えたが、7日目の4番相撲で鳴滝に敗れて2勝2敗となった際、左脚を剥離骨折し、5番相撲から休場となった。

## 取り口

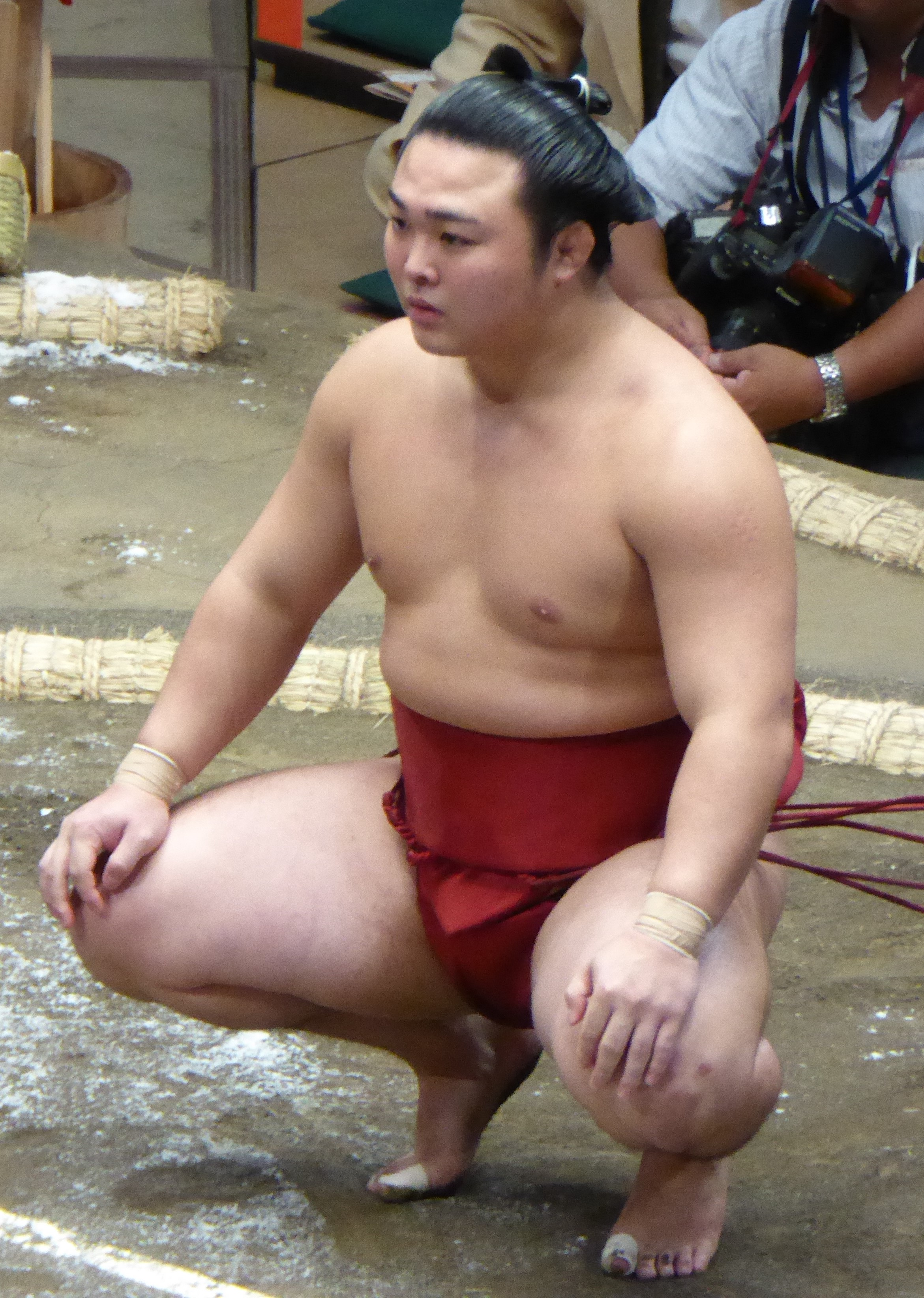
2018年9月場所初日の炎鵬

「ひねり王子」との愛称で呼ばれるように、捻りが得意手。捻りであれば特に左右の区別なしに両方から捻りを繰り出す。また、上手下手も特には関係がないようであり、これまた両方から捻りを繰り出す。兄弟子の石浦が潜りこんで前ミツを取るのに対して、炎鵬はひたすら動いて横から崩すのが特徴で、師匠の12代宮城野からは「絶対に止まってはダメだ」と指導されている。
十両昇進当時から、体は小さいが圧力を掛けながら相撲は前に出る正攻法であり、稽古場では石浦とも五分五分で、勝つことこそできなかったものの白鵬を押し込むこともあった。新入幕の時点では、足取りは得意だが稽古土俵では特に足取りをやらないという。
滅多に変化をしない力士であり、2020年3月場所中日の阿武咲戦で変化した際には意外の意を示す報道も見られた。
2020年1月場所初日の取組では普段行わない張り手で宝富士の腰を引かせて寄り立ててから、宝富士が攻め返そうとしたところに下手投げを決めている。北の富士は自身のコラムで「よく考え抜いたと思われる頭脳的な相撲は、力強さも感じさせた。この分では今場所もやってくれそうである」と称賛していた。同場所中日の遠藤戦を見た14代玉ノ井は「幕内で経験を重ね、大きい相手とやることにだんだん慣れて、動きも良くなっている。左を差して投げを打ったり、前に出たり相手が嫌がる相撲を取っていることが今場所の成績につながっている」と分析した。
左を差してから頭を下げて右に付きながら抱える相撲は必勝パターンである。2020年1月場所2日目の取組では正代がこの必勝パターンを封じて上手投げで土を付けた。
19代朝日山は2020年1月場所後の記事で、投げを打つときに地面に付くリスクをいとわず頭を地面すれすれまで下げて遠心力を利用する点、投げた後に廻しを離してのしかかる相手を躱す技術について触れている。
2020年1月場所13日目の阿炎戦では自分より約50kg重い阿炎の右足を両手で取り、そのままスクワットの要領で持ち上げて土俵外に出している（決まり手は足取り）。下半身の力を存分に使ったからこそ、相手を持ち上げることができたのである。
7月場所は直前の5月場所が中止となった影響で動きが鈍くなっていると自ら分析していた。
9月場所7日目の琴奨菊戦で敗れた際に花田虎上は「相撲を覚えられてしまった。上下の運動だけで相撲を取っている。左右の動きもあると、相手を怖がらせることができる。体重が減ったというが、当たっていっているのでいい。ただ小さいので、上体が高くなれば一発で持っていかれてしまう」と話した。
巨漢力士のパワーをまともに受けると弱く、2020年9月場所10日目の逸ノ城戦で黒星を喫した際はABEMAの解説を務めた熊ヶ谷から「炎鵬からしたら体力差が出てしまった一番。力技になかなか残せない」とポイントを指摘された。
元小結の舞の海秀平（平成の牛若丸）と同じ小兵力士なので取り口が似ていることがあり、その舞の海にあやかって（令和の牛若丸）と呼ばれる。
炎鵬の高い技術は本人の素質も然ることながら、白鵬が持つ限りの技術を伝授していることによるところが大きい。また、部屋の兄弟子の石浦に教わって筋力トレーニングを行って鍛え上げた体幹も特筆される。白鵬早専門のトレーナーから教わったストレッチで磨き上げた柔軟性も備わっている。食事面では好き嫌いが多い上に食が細く体重が増えない点はサプリメントをタイミングを考えて摂取することで補っている。一方、2020年3月5日放送の『櫻井・有吉 THE夜会』（TBS）での話によると大の稽古嫌いであるといい、ぶつかり稽古すらも角界入りしてから初めて経験したという説もある。
2020年11月場所中、元横綱・朝青龍は自身のTwitterで「日本レスリング協会の協力を受けてレスリングの足取りを修行するべきだ」という趣旨のつぶやきを行っていた。同場所、相撲が正攻法であるため相手に相撲を覚えられてきたこと、幕内に上がった頃に99kgあった体重が92kgまで減ってしまったことなどを14代二子山に指摘された。花田虎上はABEMAの解説でこの場所の様子について、動きが本来より鈍いこと、食いつく仕草が見られないこと、大きい力士に抱えられてしまうことを指摘した。

## エピソード

### 角界入り前
- 小学生時代、朝食はアイスクリームであり、1日にアイスバーを5本食べていた[9]。
- 同じ中学で同学年の輝とは中学時代には友人同士であり、大柄な輝と小柄な炎鵬は対照的であった[90]。
- 大学時代に就職活動していた時期、地元企業で合成繊維メーカーである小松精練（現：小松マテーレ）の面接で「経歴がすごいんだから相撲をしたほうがいい」と勧められた[9]。
- 幼少期は大の怖がりで、キャラクターショーを初めて鑑賞した際は絶叫して逃げ出して隠れて泣いた、人生初お化け屋敷も怖がって入らなかったなどのエピソードが友人から暴露された[91]。
- 角界入りの理由の1つとして、6年半付き合っていた中学時代の同級生に大学時代にフラれたことが明かされた。彼女に対し「見返してやる!」との思いもあったという。輝は「ケンカしたすきに、取られちゃったんだよな。でも、それがなかったら、こいつ、相撲の世界に入ってないんですよ」とこれについて話していた[92]。

### 角界入りから十両昇進前
- 力士としては体が小さい上、顔も可愛いため、入門当初は北の富士から女の子かと思われるほどであったという[93]。
- ある時期、1日6食と、食事の回数を増やして増量に挑んだ[9]。
- 三段目の頃から既に関取候補として注目が挙がっており、炎鵬の相撲を目当てに三段目の取組から観戦する相撲ファンも多かった[9]。

### 十両昇進時のプロフィール
- 好物は牡蠣、ウニ、アワビ。嫌いなものは白米、グミ、レーズン、グリンピース、つぶあん。白米は匂いが苦手で、グミは食感が嫌い。ただ、ちゃんこなどの汁がしみこんでいれば白米は食べられる。白米はダメだが餅やうどんは食べられる[9]。それでもかなり小食であり、2018年1月場所後の時点では、どんぶり1杯から2杯しか食べられない。そのため、宮城野からは「もっと間食するなりして、体重を増やさないと、幕内は狙えない」と十両昇進会見の際に言われ、白鵬からも十両昇進祝賀会の際に「5月場所までに110kgに増やせ!」と命じられた[1]。
- 化粧廻しは金沢学院大、ジュリアーノ銀座から1本ずつ[1]。
- 好きな女性のタイプは長谷川潤、中村アンなどのハーフ系。テレビ番組はあまり見ない[1]。
- 年下より年上が好き。綺麗だなぁと思うのは鈴木京香、松嶋菜々子、篠原涼子など。モデルみたいに綺麗な人は苦手[94]。
- 生まれ変わったら社長か研究者になりたいという[1]。

### 十両昇進以降
- 2畳半しかない部屋の個室で寝起きするという質素な私生活を送っている。炎鵬曰く「宮城野部屋に入った時は、ここの部屋（個室）に入ることが目標だった」とのこと[95]。
- 父と兄が北國新聞社に勤務しているマスコミ一家である事から受け答えに定評があり、勝っても負けても騒がない人物である[96]。
- 2019年の週刊誌の記事で、相撲を取って怖いと思ったのは、入門した頃に部屋の横綱である白鵬と取った時だけであると豪語した[97]。
- 廻しに付いているさがりの本数は13本であり、2019年5月場所中に記者から現役時代の小錦が21本だったと聞くと、さがりの本数については全力士が13本で統一されていると思い込んでいた炎鵬は「うそ!?」と絶句し、さらに「仕切りの時に邪魔」とさがりの存在についての個人の感想を述べた[98]。
- 好きな女性のタイプは寝起きのいい人、年をとっても美しさに気を配る人。人前に出たときにしっかり出来る人[99]。ショートヘアの女性の方が、自分に自信があってしっかりしている。芯がある女性だなと感じる[100]。著名人では「土屋アンナさんとか。小池栄子さんも」と名前を挙げて「性格がサバサバしていて、シンのある人がいい。その人のために頑張りたい、と思わせてくれるような人ですね」と話していた[101]。 年上で、面倒見がいい女性。外見的には、目と歯がきれいでショートヘアが好き[102]。田中みな実が好きと公言。
- 照強との対談によると、『PLAYERUNKNOWN'S BATTLEGROUNDS』（以下『PUBG』）のプレイヤーであり、玉鷲、千代大龍、照強とは『PUBG』仲間[103]。
- 好きな色は水色。水色が好きな理由は「いつでも冷静に、クールに戦っていきたいんです」とのこと[104]。
- 前述のとおり白米は苦手（一門の同じ幕内力士である照強曰く「米を食ったところ見たことない」[103]）だが炊き込みご飯は平気であり、2019年12月1日の冬巡業直方場所ではかしわめし弁当を食べていた[28]。なお、部屋の食事ではパスタを主食にしている[105]。食事面で配慮されたこともあって力士として出世したと言える。一方で好物は卵であり、卵かけご飯とゆで卵は常食している。母の手作りの菓子のように甘い卵焼きを子供の頃から食べていたため、プリンが好き[106]。石川県の食べ物ではノドグロ、カニが好き[27]。
- 2019年11月場所中日の豊山戦で、1度目は両者当たらずに中腰姿勢となって立合い不成立、2度目は炎鵬がつっかけて不成立、3度目に立合いが成立するも再び中腰で睨み合いと珍しい光景となった。観客も行司も驚いた立合いであったが、立合い成立後の睨み合いから一転、懐にもぐりたい炎鵬が口火を切り、豊山がそれを突き返す激しい展開に。最後は懐に飛び込もうとした炎鵬の体を豊山が上から叩き込んで土を付けた。解説の花田虎上は「前に出るだけじゃない。これも相撲の醍醐味です」と取組を総括した[107]。
- 2019年5月場所を負け越した炎鵬は千秋楽の取組を終えて部屋に戻ると白鵬から「今のお前の力はこんなもんだ、俺が次の場所必ず勝ち越させてやるから、死ぬ気で稽古するぞ。もし、お前が負け越したら俺は引退する」と言われた。7月場所は発破を掛けられた甲斐あって勝ち越し、兄弟子を引退に追い込むことは避けられた[108]。
- 2019年11月場所6日目の松鳳山戦では足を開いて投げを堪えたが、最後には上手出し投げで押し潰され、180度開脚のような姿勢で尻から土俵に付いた。AbemaTVの解説を務めた元小結・旭道山も「この柔らかい足！おれは無理！足、よく伸びますね」と感心するばかりだった[109]。
- 2019年12月26日、郷土の金沢市の菓子メーカー・北陸製菓から人気商品「ビーバー」「白えびビーバー」のキャラクターをあしらった化粧まわしが贈呈された[110]。
- 2019年現在幕内で最軽量の小兵力士であることから、そごう・西武の2020年正月広告「さ、ひっくり返そう。」に起用された[111]。
- 2020年1月場所から初めて15日間指定の懸賞がつくこととなった。内訳はそごう・西武など4社から15日で合計62本[112]。
- 2020年1月場所中日、同郷の先輩である遠藤と幕内で初顔合わせとなり、押し出しで勝利。取組の感想を「体が勝手に動いた。あんまり覚えてない」と述べ、大歓声が全く聞こえないほどの集中力を発揮していた[113]。
- 2020年1月場所後の時点で足のサイズは25.5cmで「頑張ればレディースの靴も履けます」という[7]。
- 2019新型コロナウイルス流行を受けた外出自粛の中、炎鵬はパンケーキやパスタなどの料理に新たに取り組んだ。2020年3月場所終了後の部屋の稽古再開日となった4月1日には料理に挑戦した自身を引き合いに「今だからできることがある。普段できないこと。勉強や読書もそう。何か自分のためになるものを見つけてほしい」とコロナウイルス流行の影響で自由に外出できない子供達に新たな挑戦を勧めた[114]。2020年9月場所前になると粉末のスパイスからカレーを作る拘りようを見せるようになった[115]。
- 角界入りのきっかけのひとつになった小松マテーレは炎鵬を応援しており、2020年9月には炎鵬関の四股名をあしらった浴衣柄のマスクやマスクケースといった応援グッズのプレゼント企画が行われた[116][117]。
- 2020年11月6日に自身の報道写真集『炎鵬 燃える小兵』が発売された[118]。
- 2021年1月場所前、白鵬の新型コロナウイルス感染が確認された件では、部屋でちゃんこを囲んでいた際に、前述の通り米嫌いの炎鵬が「今日米が臭い」と言ったところ、白鵬にはにおいがしなかったため嗅覚の異常に気づき、PCR検査を受けるきっかけになったという[119]。
- 同年1月場所は、白鵬の新型コロナウイルス感染により、自らも休場となった。休場中は角界入りして初めて大相撲中継をじっくり見て、「お客さん気分で見ることができた。こういうのもいいなと思った」「やっぱり相撲が好きなんだなと。自分には相撲しかないと思った。やるしかないとポジティブになれた」と沈んでいた気持ちの切り替えを出来たという[120]。
- 2021年7月場所は、6場所連続休場明けで進退を懸ける横綱白鵬の付け人を、自身も関取でありながら自ら志願して務めた[121]。志願した理由としては「いろんな思いがあって」[38]と語るに留めたが、自身は十両のため白鵬の横綱土俵入りに参加できなかったことが背景にあったようである[121]。
- 2021年8月の報道によると専門家の助言で食生活などを改善したといい、トマトジュースや甘酒などそれまで飲んだことの無い飲料も取り入れたと本人は話している[122]。
- 2021年9月に北陸製菓から炎鵬監修による「炎鵬ちゃんこビーバーピリ辛塩バター味」が発売された。
- 入門時の師匠である12代宮城野の定年（2022年7月）以降、師匠の不祥事や定年が相次ぎ、わずか3年の間で3回も師匠が変わる経験をした[注 2]。（12代宮城野→13代宮城野→9代伊勢ケ浜→10代伊勢ケ浜）

## 略歴
- 2017年3月場所 - 初土俵
- 2017年5月場所 - 序ノ口
- 2017年7月場所 - 序二段
- 2017年9月場所 - 三段目
- 2017年11月場所 - 幕下
- 2018年3月場所 - 新十両
- 2019年5月場所 - 新入幕
- 2021年1月場所 - 十両陥落
- 2023年7月場所 - 幕下陥落
- 2023年11月場所 - 三段目陥落
- 2024年3月場所 - 序二段陥落
- 2024年7月場所 - 序ノ口陥落
- 2024年9月場所 - 序二段再昇進
- 2024年11月場所 - 三段目再昇進
- 2025年3月場所 - 幕下再昇進

## 主な成績
2025年7月場所終了現在

### 通算成績
- 通算成績：263勝232敗80休（50場所）
- 通算勝率：.531
  - 幕内成績：61勝74敗（9場所）
  - 幕内勝率：.452
  - 十両成績：127勝138敗35休（20場所）
  - 十両勝率：.479
  - 幕下成績：30勝16敗17休（9場所）
  - 幕下勝率：.652
  - 三段目成績：19勝2敗14休（5場所）
  - 三段目勝率：.905
  - 序二段成績：13勝1敗14休（4場所）
  - 序二段勝率：.929
  - 序ノ口成績：13勝1敗（2場所）
  - 序ノ口勝率：.929

### 三賞
- 技能賞：1回（2019年7月場所）

### 各段優勝
- 三段目優勝：1回（2017年9月場所）
- 序二段優勝：1回（2017年7月場所）
- 序ノ口優勝：1回（2017年5月場所）

### 場所別成績
| | 一月場所 初場所（東京）   | 三月場所 春場所（大阪）   | 五月場所 夏場所（東京）    | 七月場所 名古屋場所（愛知） | 九月場所 秋場所（東京）  | 十一月場所 九州場所（福岡） |
| --- | ------------------------- | ------------------------- | -------------------------- | --------------------------- | ------------------------ | --------------------------- |
| 2017年 （平成29年） | x                         | （前相撲）                | 東序ノ口9枚目 優勝 7–0     | 東序二段10枚目 優勝 7–0     | 西三段目18枚目 優勝 7–0  | 西幕下14枚目 5–2            |
| 2018年 （平成30年） | 東幕下6枚目 4–3           | 西十両14枚目 4–11         | 東幕下6枚目 5–2            | 西幕下2枚目 5–2             | 西十両13枚目 9–6         | 西十両10枚目 9–6            |
| 2019年 （平成31年 /令和元年） | 東十両8枚目 9–6           | 西十両2枚目 8–7           | 西前頭14枚目 7–8           | 西前頭14枚目 9–6 技         | 西前頭11枚目 9–6         | 西前頭6枚目 8–7             |
| 2020年 （令和2年） | 西前頭5枚目 8–7           | 東前頭4枚目 6–9           | 感染症拡大 により中止      | 東前頭6枚目 5–10            | 東前頭9枚目 6–9          | 東前頭11枚目 3–12           |
| 2021年 （令和3年） | 東十両3枚目 休場 0–0–15   | 東十両4枚目 9–6           | 東十両筆頭 5–10            | 東十両5枚目 4–11            | 東十両11枚目 休場 0–0–15 | 東十両11枚目 8–7            |
| 2022年 （令和4年） | 西十両10枚目 6–9          | 西十両11枚目 10–5         | 東十両7枚目 6–9            | 西十両8枚目 8–7             | 西十両7枚目 6–9          | 東十両11枚目 10–5           |
| 2023年 （令和5年） | 西十両4枚目 7–8           | 西十両5枚目 9–6           | 西十両3枚目 0–10–5         | 西幕下筆頭 休場 0–0–7       | 西幕下41枚目 休場 0–0–7  | 東三段目22枚目 休場 0–0–7   |
| 2024年 （令和6年） | 東三段目83枚目 休場 0–0–7 | 東序二段54枚目 休場 0–0–7 | 東序二段100枚目 休場 0–0–7 | 西序ノ口13枚目 6–1          | 西序二段31枚目 6–1       | 西三段目56枚目 6–1          |
| 2025年 （令和7年） | 東三段目4枚目 6–1         | 西幕下30枚目 6–1          | 西幕下10枚目 3–4           | 東幕下16枚目 2–2–3          | x                        | x                           |
| 各欄の数字は、「勝ち-負け-休場」を示す。 優勝 引退 休場 十両 幕下 三賞：敢=敢闘賞、殊=殊勲賞、技=技能賞 その他：★=金星 番付階級：幕内 - 十両 - 幕下 - 三段目 - 序二段 - 序ノ口 幕内序列：横綱 - 大関 - 関脇 - 小結 - 前頭（「#数字」は各位内の序列） |                           |                           |                            |                             |                          |                             |

## 合い口
2025年7月場所終了現在
（以下は最高位が横綱・大関の現役力士）
- 横綱・豊昇龍には1勝1敗。いずれも豊昇龍の横綱昇進前の対戦である。
- 元大関・髙安には1勝。髙安の大関陥落後の対戦である。
- 元大関・朝乃山には1勝1敗。いずれも朝乃山の大関昇進前の対戦である。
- 元大関・正代には4敗。いずれも正代の大関昇進前の対戦である。
- 元大関・御嶽海には1敗。御嶽海の大関昇進前の対戦である。
- 元大関・霧島には1敗。霧島の大関昇進前の対戦である。

（以下は最高位が横綱・大関の引退力士）
- 元横綱・鶴竜には1敗。
- 元大関・琴奨菊には2勝1敗。いずれも琴奨菊の大関陥落後の対戦である。
- 元大関・豪栄道には1勝。
- 元大関・栃ノ心には1敗。栃ノ心の大関陥落後の対戦である。
- 元大関・貴景勝には3敗。

### 幕内対戦成績
| 力士名   | 勝数 | 負数 | 力士名   | 勝数 | 負数 | 力士名   | 勝数 | 負数 | 力士名   | 勝数 | 負数 |
| -------- | ---- | ---- | -------- | ---- | ---- | -------- | ---- | ---- | -------- | ---- | ---- |
| 碧山     | 3    | 1    | 天空海   | 0    | 1    | 朝乃山   | 1    | 1    | 東龍     | 0    | 1    |
| 阿炎     | 1    | 1    | 勢       | 1    | 0    | 逸ノ城   | 1    | 1    | 遠藤     | 1    | 1    |
| 阿武咲   | 3    | 3    | 隠岐の海 | 1    | 2    | 魁聖     | 1    | 1    | 輝       | 1    | 4    |
| 鶴竜     | 0    | 1    | 霧馬山   | 0    | 1    | 豪栄道   | 1    | 0    | 琴恵光   | 2    | 3    |
| 琴奨菊   | 2    | 1    | 琴勇輝   | 2    | 0    | 佐田の海 | 2    | 4    | 志摩ノ海 | 1    | 1    |
| 正代     | 0    | 4    | 松鳳山   | 1    | 5    | 大栄翔   | 2    | 2    | 大翔鵬   | 4    | 0    |
| 貴景勝   | 0    | 3    | 貴源治   | 1    | 0    | 隆の勝   | 1    | 1    | 髙安     | 1    | 0    |
| 宝富士   | 1    | 1    | 玉鷲     | 1    | 0    | 千代翔馬 | 1    | 1    | 千代大龍 | 2    | 0    |
| 千代の国 | 0    | 1    | 千代丸   | 1    | 2    | 剣翔     | 0    | 2    | 照強     | 2    | 3    |
| 徳勝龍   | 3    | 1    | 栃煌山   | 2    | 1    | 栃ノ心   | 0    | 1    | 翔猿     | 1    | 0    |
| 友風     | 0    | 1    | 豊ノ島   | 1    | 0    | 錦木     | 1    | 1    | 豊昇龍   | 1    | 1    |
| 北勝富士 | 0    | 2    | 御嶽海   | 0    | 1    | 妙義龍   | 2    | 1    | 明生     | 2    | 3    |
| 矢後     | 2    | 0    | 豊山     | 0    | 5    | 竜電     | 3    | 2    | 若隆景   | 0    | 1    |

## 改名歴
- 炎鵬 友哉（えんほう ゆうや）2017年3月場所 - 2017年5月場所
- 炎鵬 晃（- あきら）2017年7月場所 - 2024年1月場所
- 炎鵬 友哉（- ゆうや）2024年3月場所 -

## メディア出演

### テレビ番組
- ジャンクSPORTS 大相撲スペシャル（2019年2月24日・2020年2月9日・16日、フジテレビ）
- VS嵐（2019年5月9日、フジテレビ）
- 行列のできる法律相談所（2019年8月18日・11月3日・2020年1月5日、日本テレビ）
- 1億人の大質問!?笑ってコラえて!（2019年10月16日、日本テレビ）
- 目撃!にっぽん「おそれず"前"へ〜炎鵬 ともに戦う日々〜」（2019年11月3日、NHK総合）
- 大相撲2019 新時代の息吹（2019年12月29日、NHK総合）
- 桂文珍の新春夢対談〜勝負の世界に生きる男たち〜（2020年1月2日、石川テレビ）
- 新春大売り出し!さんまのまんま（2020年1月2日、関西テレビ）
- ニュース シブ5時「能町みね子のシブ5時相撲部」（2020年1月10日・27日、NHK総合）
- news every. every.特集「小兵力士のイイ話」（2020年1月29日、日本テレビ）
- バース・デイ「幕内最軽量力士 炎鵬晃! 人気力士の1月場所に密着!」（2020年2月1日・8日、TBS）
- 真相報道 バンキシャ! 特集「少年相撲「白鵬杯」」（2020年2月2日、日本テレビ）
- かんさい情報ネットten. 特集「大相撲初場所 土俵を沸かせた2人の"小兵力士"」（2020年2月7日、読売テレビ）
- 日本大相撲トーナメント（2020年2月9日、フジテレビ）
- キャッチ!「大相撲の人気小兵力士炎鵬がふるさと金沢へ」（2020年2月11日、中京テレビ）
- 林先生の初耳学（2020年3月1日、TBS）
- 成功の遺伝史（2020年3月2日、日本テレビ）
- 櫻井・有吉 THE夜会（2020年3月5日、TBS）
- 人を見た目で判断するな!（2020年3月24日、フジテレビ）
- 24時間テレビ「愛は地球を救う」（2020年8月23日、日本テレビ）
- オオカミ少年（2022年2月18日、TBS） - 「どれから食べるの?ダービー」のゲストとして出演[注 9]
- 旅する水曜日（2022年3月1日、BS日テレ）[注 10]

### ラジオ
- 大相撲を愛する皆さんに贈るラジオ ～力士たちの今～（2020年6月20日、NHKラジオ第一）

### CM・広告
- 西武・そごう
  - わたしは、私。（2019年12月31日 - ）[123][111]
- サントリー「ザ・プレミアム・モルツ」
  - 『仕上げの神泡でビールをもっと美味しく（炎鵬）』篇・『神泡がビールをさらに美味しくする（炎鵬）』篇（2020年3月9日 - ）[124][125]